# Mycena bulbosa
Mycena bulbosa är en svampart som först beskrevs av Karel Cejp, och fick sitt nu gällande namn av Robert Kühner 1938. Enligt Catalogue of Life ingår Mycena bulbosa i släktet Mycena,  och familjen Mycenaceae, men enligt Dyntaxa är tillhörigheten istället släktet Mycena,  och familjen Favolaschiaceae. Arten är reproducerande i Sverige. Inga underarter finns listade i Catalogue of Life.